# Ulysse Moore
La saga Ulysse Moore, aux éditions Bayard Jeunesse, est une œuvre de littérature pour la jeunesse. Elle est constituée de dix-huit volumes écrits par Pierdomenico Baccalario, illustrés par Iacopo Bruno et traduits en français par Marion Spengler, Simone Sow, Fabienne-Andréa Costa, Didier Zanon, Anna Buresi, Laure Humbel... 
Elle met en scène trois enfants, les jumeaux Jason et Julia Covenant, ainsi que leur ami Rick Banner, tous trois dans une quête dans le but de découvrir le secret d'Ulysse Moore, un des anciens propriétaires de la nouvelle villa des jumeaux, située dans le village de Kilmore Cove, en Cornouailles.

## Personnages principaux
- Jason Covenant, frère jumeau de Julia, aurait des sentiments pour Anita Bloom.
- Julia Covenant, éprise de Rick à la suite d'une aventure et sœur jumelle de Jason.
- Rick Banner, fils de Patricia Banner, son père est mort en mer, épris de Julia Convenant.
- Anita Bloom, jeune fille détenant le carnet de Maurice Moreau dans le 7e tome, aurait des sentiments pour Jason Convenant.
- Tommaso Ranieri Strambi "Tommi", c'est le meilleur ami d'Anita à Venise.
- Olivia Newton, fille de Black Volcano et Clitennestra Biggles.
- Manfred, homme de main d'Olivia, ancien truand, a un faible pour la coiffeuse de Kilmore Colve,Gwendoline Mainoff.
- Nestor, le jardinier de la villa Argo (et Ulysse Moore).
- Mr Covenant, père des jumeaux.
- Mme Covenant, mère des jumeaux.
- Maruk, égyptienne du pays de Pount rencontrée dans le tome 2 par Jason et Rick.
- Léonard Minaxo, gardien du phare.
- Pénélope Moore, femme d'Ulysse ; elle vient de Venise au XVIIe siècle.
- Peter Dedalus, horloger de Kilmore Cove parti vivre à Venise.
- Fred Dordebout, employé de la mairie.
- Cléopâtre Biggles, sœur de Clitennestra.
- Clitennestra "Clio" Biggles, mère d'Olivia Newton, sœur de Cléopâtre.
- Mr Roger Bowen, médecin de Kilmore Cove.
- Mme Bowen, femme de Mr Bowen.
- Mlle Stella Evans, professeur de français du collège de Rick, Julia et Jason, à Kilmore Colve.
- Gwendoline Mainoff, coiffeuse de Kilmore Cove, a un faible pour Manfred.
- Victor "Black" Volcano, chef de gare, père d'Olivia Newton.
- Mlle Calypso, libraire, bâtisseuse des Portes.
- Don Diego Valente, Sans-Abri Vénitien.
- Dieguita, femme de Diego.
- Diogo, chien des Valente, adore Julia.
- Alberto Caller, ami de Pénélope, Vénitien.
- Rosella Caller, femme d'Alberto.
- Comte des Cendres, malfaiteur Vénitien.
- Zan-Zan, assistante de Black Volcano, éprise secrètement de ce dernier.
- Black Balthazar (alias Passe-Partout), sosie de Black Volcano à la citadelle.
- Père Phénix, prêtre de Kilmore Cove.
- Dagobert, monte-en-l'air (clan) du monde où s'est réfugié Volcano.
- Rigobert, vit-sous-terre (clan) du monde où s'est réfugié Volcano.
- Patricia Banner, mère de Rick.
- Prêtre Jean, chef du monde où s'est réfugié Volcano.
- Ulysse Moore, ancien propriétaire de la villa Argo.
- Ursus Marriet, directeur de l'école de Rick, Julia et Jason à Kilmore Cove.
- Walter Gatz, photographe.
- Le Capitaine Spencer, ennemi juré d'Ulysse et ses amis
- Morice Moreau, peintre, illustrateur, membre du club des voyageurs imaginaires.
- Sophia "Circé" De Briggs, écrivaine

## Les 13 clefs du temps, les positions de leurs portes et les destinations respectives
- Les clefs de l'ornithorynque, de l'uraète, du varan et du renard ; la Villa Argo ; toutes les destinations.
- La clef du chat ; la maison de Cléopâtre Biggles ; le pays de Pount (Égypte).
- La clef du lion ; la maison aux miroirs ; Venise du XVIIe siècle.
- La clef du cheval ; le train CLIO 1974 ; le jardin du prêtre Jean.
- La clef du singe ; la pâtisserie "Chubber" ; Eldorado.
- La clef de la baleine ; la librairie "L'île de Calypso" ; l’Atlantide.
- La clef du dragon ; le parc aux tortues, la bouche de pierre ; l'Agarthi
- La clef du mammouth ; le phare ; Thulé
- La clef du corbeau ;       ?       ; Arcadie.
- La Première Clef (les trois tortues); Toutes les portes ; toutes les destinations

## Livres
1. Les Clefs du temps ((it) La porta del tempo, 2004)
2. La Boutique des cartes perdues ((it) La bottega delle mappe dimenticate, 2005)
3. La Maison aux miroirs ((it) La casa degli specchi, 2005)
4. L'Île aux masques ((it) L'isola delle maschere, 2006)
5. Les Gardiens de pierre ((it) I guardiani di pietra, 2006)
6. La Première Clef ((it) La prima chiave, 2007)
7. La Ville cachée ((it) La città nascosta, 2008)
8. Le Maître de la foudre ((it) Il maestro di fulmini, 2009)
9. Le Labyrinthe d'ombres ((it) Il labirinto d'ombra, 2009)
10. Le Pays des glaces ((it) Il paese di ghiaccio, 2010)
11. Le Jardin de cendres ((it) Il giardino di cenere, 2010)
12. Le Club des voyageurs imaginaires ((it) Il Club dei Viaggiatori Immaginari, 2011)
13. (it) La nave del tempo, 2013
14. (it) Viaggio nei porti oscuri, 2014
15. (it) I pirati dei mari immaginari, 2014
16. (it) L'isola dei ribelli, 2015
17. (it) L'ora della battaglia, 2015
18. (it) La grande estate, 2016

### Résumés

#### Les Clefs du temps
Jason et Julia ont quitté Londres pour la villa Argo, une énorme maison construite sur la falaise et gardée par Nestor, un vieux jardinier peu bavard... Jason et Julia, accompagnés de Rick Banner, leur nouvel ami du village, décident d'explorer les lieux... Et découvrent une porte à quatre serrures. Mais, curieusement, aucune clef ne peut l'ouvrir. Qu'y a-t-il de l'autre côté ? Ainsi commence une chasse au trésor palpitante. Les enfants embarquent à bord d'un bateau magique, caché dans la falaise, traversent une mer intérieure et trouvent une nouvelle porte. Là, une surprise de taille les attend... Et ils auront besoin de courage pour franchir toutes les étapes qui les mèneront à la fin de cette enquête.

#### La Boutique des cartes perdues
Égypte pharaonique, pays de Pount. Jason et Rick ont franchi la Porte du Temps. Alors que Julia reste bloquée à la villa. Ils se retrouvent dans la maison de Vie, une gigantesque bibliothèque aux allures de labyrinthe dans laquelle sont conservés des papyrus, des parchemins et des tablettes provenant des quatre coins du monde antique. Cette fois, les deux aventuriers sont à la recherche d'une carte mystérieuse. Seul l'étrange propriétaire de la boutique des cartes perdues connait l'indice qui les mettra sur la piste.

#### La Maison aux miroirs
À Kilmore Cove, il se passe des choses bizarres : la statue sur la place représente un roi qui n'a jamais existé, les rails du train n'aboutissent nulle part et aucun panneau ne signale : ni l'entrée, ni la sortie du village. Tout porte à croire que le village a été gommé des cartes, comme si l'on avait cherché à préserver un secret. Cette fois-ci, Jason, Julia et Rick vont enquêter dans les environs, notamment dans la maison aux Miroirs, la mystérieuse demeure de Peter Dedalus, un inventeur de génie disparu depuis des années sans laisser de trace. Mais malheureusement la maison aux Miroirs est rachetée par Olivia : ayant la carte de toutes les portes de Kilmore Cove et sachant donc qu'il y en a une dans cette maison, elle décide de la démolir afin de trouver la mystérieuse Porte du Temps cachée à l'intérieur.

#### L'Île aux masques
Jason, Julia et Rick embarquent pour de nouvelles aventures... Direction : la Venise du XVIIIe siècle ! Ils sont à la recherche de Peter Dedalus, l'horloger de Kilmore Cove. Lui seul connait le moyen de contrôler toutes les Portes du Temps. L'inventeur a franchi la porte de la maison aux Miroirs et se cache quelque part dans la cité des Doges. Les trois enfants doivent faire vite : l'impitoyable Olivia Newton est déjà en route... Avant toute chose, il leur faudra découvrir la véritable identité du mystérieux Gondolier Noir dont personne ne semble avoir entendu parler. Une petite histoire d'amour commence entre Rick et la tendre Julia...

#### Les Gardiens de pierre
Jason, Julia et Rick avancent dans leur enquête sur le mystère de Kilmore Cove... Cette fois-ci, ils sont à la recherche de Black Volcano, l'ancien chef de gare. Il se serait volatilisé avec la fameuse Première Clef, celle qui permet d'ouvrir et de verrouiller toutes les Portes du Temps. Il le soupçonne aussi d'être Ulysse Moore mais ils ne savent pas la vérité ! 

#### La Première Clef
Ulysse Moore est vivant ! Il a toujours vécu à la villa Argo, sous les yeux de Jason et Julia. C'est ce que Rick a découvert en s'introduisant dans la dépendance de Nestor, le vieux jardinier taciturne. De leur côté, les jumeaux sont bloqués au Moyen Âge en compagnie d'Olivia Newton fille de Black Volcano et de son chauffeur, Manfred. Tous recherchent la même chose : la Première Clef, qui permet d'ouvrir et de verrouiller toutes les Portes du Temps. C'est l'heure de vérité. Les mystères des Portes du Temps vont enfin être levés, mystère.

#### La Ville cachée
Venise. Dans une niche secrète du plafond de la Maison des Monstres, que sa mère est en train de restaurer, Anita Bloom trouve un carnet de dessins appartenant à Morice Moreau. Quand elle l'ouvre, elle est envahie par une sensation étrange, comme si quelqu'un l'observait depuis les pages... 

De plus, le carnet contient des notes rédigées avec des symboles mystérieux, identiques à ceux des journaux d'Ulysse Moore. Un seul moyen de découvrir ce que cela signifie : rejoindre Kilmore Cove en Cornouailles et obtenir l'aide de Julia, Jason et Rick à la Villa Argo.

#### Le Maître de la foudre
Anita, Rick et Jason sont partis secrètement à la recherche du Village qui meurt. Julia – toujours malade – a dû rester à Kilmore Cove. Heureusement, grâce à un remède de Nestor, elle guérit et retrouve, contre toute attente, un exemplaire du carnet de Morice Moreau. Anita, Rick et Jason sont dans une situation bien périlleuse... Ils sont poursuivis par deux Incendiaires, les frères Cisaille, qui sont sous les ordres du terrible Malarius Voynich. Sans perdre une seconde, les trois amis doivent sauver le village et sa dernière habitante, surnommée Dernière, car les Incendiaires veulent tout brûler.

#### Le Labyrinthe d'ombre
Anita, Jason et Rick décident de franchir le seuil de la Porte du Temps et la Mort du pays qui se trouvent dans un monde souterrain, sombre et inhospitalier. Grâce à leur guide Zéphyr qui parle par rime, ils vont arriver dans le labyrinthe après avoir résolu l'énigme des 20 questions... Dans le Labyrinthe vivent toutes les communautés magiques (des habitants du pays de Pount, de l’Atlantide, etc.) Ainsi commence une descente épuisante dans les entrailles de la Terre, au cœur même de tous les lieux imaginaires. Le Labyrinthe. Et « Ici repose la clé du mystère des fabricants de portes », mais pas seulement dans ses méandres un terrible danger qui les attend. Ils vont aussi retrouver une lettre de Pénélope Moore, la femme d'Ulysse, preuve qu'elle aussi est passée par là.

#### Le Pays des glaces
À leur retour à Kilmore Cove, Jason, Julia, Rick et Anita font une inquiétante découverte : un traître se cache parmi les habitants du village. Quelqu'un qui œuvre dans l'ombre depuis des années se prépare à assouvir sa vengeance avec l'aide des Incendiaires. En suivant toute une série d'indices les quatre amis trouveront le lieu où se cachent toutes les réponses : Agarthi, la cité légendaire perdue au milieu des glaces. Personne, pas même Ulysse Moore n'avait jamais réussi à l’atteindre.

#### Le Jardin de cendres
Il existe une île perdue dans l'océan du Temps. Un endroit sauvage et inhospitalier d’où il est impossible de s'échapper. Un endroit où Ulysse Moore espérait ne jamais remettre les pieds. Mais il n'a pas le choix, parce que là-bas se cache la clé pour retrouver Pénélope. Il ignore encore que le destin est en marche et que son pire ennemi a ressurgi du passé pour accomplir sa vengeance. Le moment est venu, pour les Voyageurs Imaginaires d'engager leur ultime combat.

#### Le Club des voyageurs imaginaires
À Kilmore Cove, c'est l'aube du jour le plus long. Tandis que la pluie enveloppe le village d'un voile de grisaille, la tranquillité de la baie est troublée par des roulements de tonnerre, des éclairs et un fracas terrible. Mais ce n'est pas l'orage : ce sont les bordées tirées sans répit par les huit bouches de canon de la Mary Grey, le légendaire navire du capitaine Spencer. Le temps des règlements de comptes est arrivé, et les jumeaux Covenant doivent affronter le sanguinaire pirate sans l'aide d'Ulysse Moore, le seul qui ait réussi à le vaincre.

## Descriptions des couvertures
- Tome 1 : On voit les trois enfants vus de haut et courant vers la villa Argo. En encadré dans le titre, on voit le Metis.On peut aussi voir la falaise avec les escaliers
- Tome 2 : Au premier plan, Jason et Rick descendent d'une corde. Plus loin, Julia est dos à un poteau. L'encadré est un cobra. Le décor est égyptien.
- Tome 3 : On voit les trois enfants assis dans des engrenages. L'encadré est un panneau surmonté d'une chouette indiquant la maison aux miroirs.
- Tome 4 : On voit, vus de haut, Julia et Rick qui fuient le Comte des Cendres. Jason les regarde d'une fenêtre. L'encadré est Léonard Minaxo.
- Tome 5 : On voit Julia et Rick dans le jardin faisant office de caveau des Moore. L'encadré est Black Volcano.
- Tome 6 : On voit les trois enfants autour d'un bureau sur lequel il y a les clés du temps dans un petit coffret. L'encadré est Nestor.
- Tome 7 : On voit Anita Bloom le doigt en avant qui produit comme des ondes et en arrière-plan Rick, Julia, Jason, qui ont grandi, avec la Villa Argo. L'encadré est Malarius Voynich.
- Tome 8: On voit Tommaso Ranieri Strambi, tenant une corde reliée à un mécanisme, au loin, les trois enfants, au milieu d'une porte en pierre, on voit un arbre à gauche du livre. L'encadré est le masque du comte des Cendres.
- Tome 9: On voit Jason tenant un livre-fenêtre  dans une pièce sombre et en arrière-plan la porte d'ivoire. Au-dessus de lui on voit un genre de soleil ou une boule d'énergie.
- Tome 10: On voit Julia au premier plan avec en arrière Jason dans des montagnes enneigées. L'encadré est le docteur Bowen.
- Tome 11: On voit Rick devant le club de Frognal Lane, à Londres et dans l'encadré, on voit Pénélope Moore.
- Tome 12 : On voit Jason, Rick et Julia devant la baie de Kilmore Cove. Dans l'encadré, c'est la Mary Grey avec à bord, le capitaine Spencer.

## Citations
- « C'est en se posant qu'on remarque les personnes qui n'arrêtent pas de s'agiter inutilement dans tous les sens. » Pierdomenico Baccalario extrait de Ulysse Moore - Tome 2
- « Avec un masque, on ne dissimule que les expressions de son visage. Voiler son cœur est un exercice nettement plus exigeant... » Pierdomenico Baccalario extrait de Ulysse Moore - Tome 4
- « La Curiosité est l'âme de ce monde. » Pierdomenico Baccalario extrait de Ulysse Moore - Tome 5
- « Son chauffeur était un imbécile fini, même pas fichu de trouver un patelin perdu au milieu de nulle part. » Pierdomenico Baccalario extrait de Ulysse Moore - Tome 9
- « C'est peut-être ça, le secret de la vie que les éternels amoureux de la ballade recherchaient: la magie de l'amour qui est plus fort que la mort... » Pierdomenico Baccalario extrait de Ulysse Moore - Tome 2
- « Nous ne sommes que les marins de nos rêves,
 Non les capitaines, les ancres ou les vaisseaux.
Nous ne sommes que de simples matelots,
Qui jamais ne connaîtront la route vers les ports les plus beaux. — L'île aux Masques Le Gondolier Noir, à l'ombre du lion. » Pierdomenico Baccalario extrait de Ulysse Moore - Tome 4
- « La sagesse, c'est le calme intérieur. Et le calme intérieur, c'est ne plus avoir de questions à poser. » Pierdomenico Baccalario extrait de Ulysse Moore - Tome 10
- « Et aucune armure ne saurait protéger un cœur sensible. » Pierdomenico Baccalario extrait de Ulysse Moore - Tome 12